# Receptor sensitiu

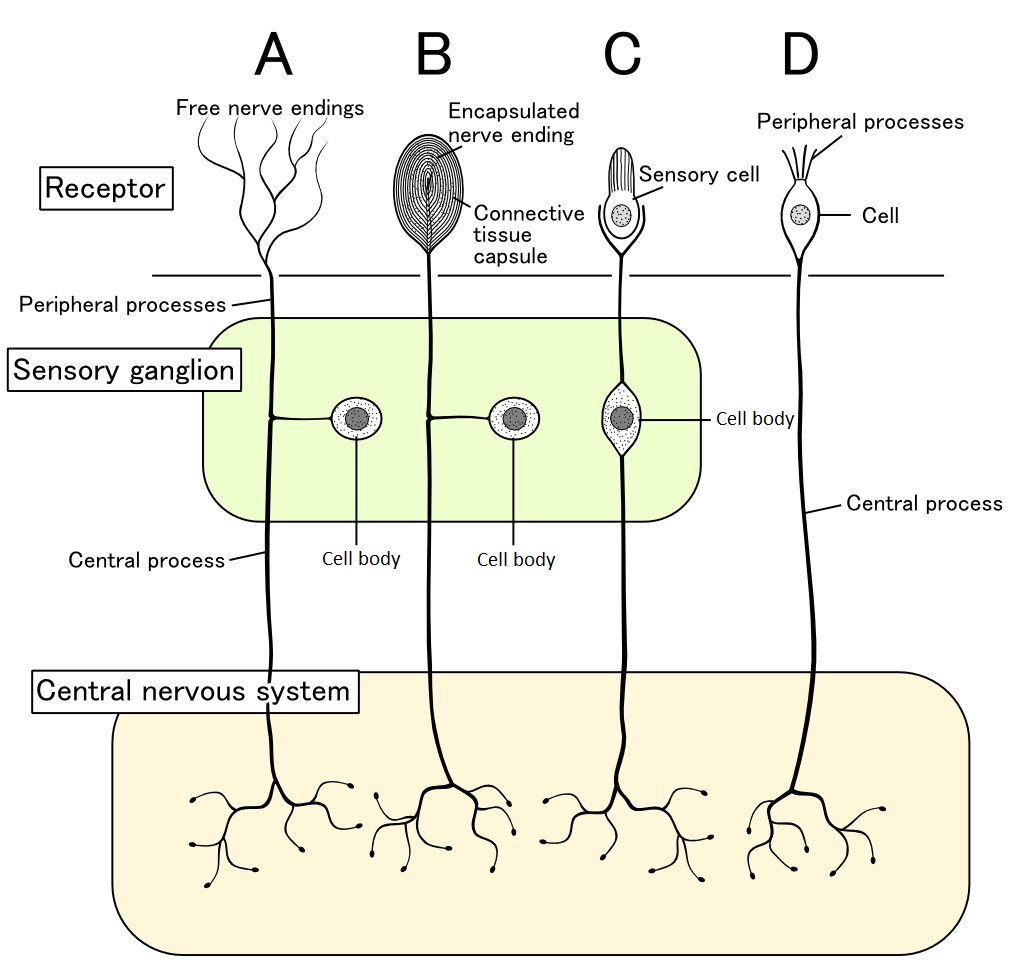
Estructura del sistema sensitiu humà

Els receptors sensitius són aquella part del sistema nerviós que aporta informació de manera aferent al sistema nerviós central. Aquestes estructures es poden classificar en:
- Exteroreceptors.
- Propioceptors.

## Exteroreceptors
Són aquells receptors que se situen a la pell per recollir informació del món que ens envolta. D'aquests podem diferenciar-ne diferents tipus segons les sensacions que recullen:
- Tacte: corpuscles de Meissner (dermis) i discs de Merkel (epidermis).[3]
- Calor: corpuscles de Ruffini.
- Fred: corpuscles de Kraus.
- Dolor i picor: terminacions lliures.
- Vibració: corpuscles de Pacini.[4]

## Propioceptors
Són estructures somàtiques més profundes. Es troben en articulacions, lligaments.
- Posició del cos respecte a l'espai: fusos musculars + receptors de Golgi.
- Direcció i força d'un moviment articular: fusos musculars + corpuscles de Paccini.
- Pressió als òrgans discernint si és o no àlgica: corpuscles de Ruffini.